# Kanton Montfermeil
Kanton Montfermeil is een voormalig kanton van het Franse departement Seine-Saint-Denis. Kanton Montfermeil maakte deel uit van het arrondissement Le Raincy en telde34.303 inwoners (1999).
Het werd opgeheven bij decreet van 21 februari 2014 met uitwerking op 22 maart 2015.

## Gemeenten
Het kanton Montfermeil omvatte de volgende gemeenten:
- Coubron
- Montfermeil (hoofdplaats)
- Vaujours